# 仔鹿物語
『仔鹿物語』（こじかものがたり）は、日本の映画。1991年4月20日公開、116分。

## あらすじ
釧路湿原を走るJR北海道のローカル線・標茶線の運転士 谷木政夫を父に持つ主人公の少年・健一は、母親を亡くした仔鹿を見つけ、ラッキーと名付け、両親に内緒で無人駅で匿い飼い始める。月日が過ぎ行き、ラッキーが成長すると農家の作物を食い散らかすなどの問題を起こし、標茶線の廃線による谷木家の札幌への転居も相まって、健一はラッキーを人里離れた森へ還すことを決意する。

## 概説
にっかつが「ロッポニカ」ブランドでの一般映画製作を終了して以来久々の一般公開映画である。ロケ地は北海道釧路市（釧路湿原）、標茶町、別海町を中心に行われ、四季の移ろいやラッキーと健一の成長などの撮影に1年余り費やしている。
劇中の標茶線のモデルはロケ地の一つである標茶町（標茶駅）に1989年まで存在した標津線である。走行シーンのロケーションは釧網本線であり、健一がラッキーを匿まった架空の駅の撮影は塘路駅で行われた。

## キャスト
- 谷木健一：山田哲平
- 谷木政夫：三浦友和
- 谷木栄子：金沢碧
- 坂口よしみ：宮崎美子
- 春子先生：若村麻由美
- 織屋太郎：川谷拓三
- 駒井：ガッツ石松
- 坂口義夫：高品格
- 須川所長：小坂一也
- 岡部茂：美木良介
- 駐在さん：左とん平
- 咲江：正司花江
- 年配の獣医：小島三児
- 駅前のおばさん：春川ますみ
- 谷木晶彦：角野卓造
- 谷木友子：本阿彌周子
- 谷木さやか：大西史子
- 坂口里枝：風見章子
- 大崎かな：菅井きん
- 中根徹
- 飯山弘章
- 山本清

ほか

## スタッフ
- 製作者：若松正雄
- 企画：根岸洋之
- プロデューサー：結城良煕
- 監督：澤田幸弘
- 助監督：大久保直実
- 脚本：勝目貴久、澤田幸弘
- 撮影：椎塚彰
- 音楽：久石譲 - 第15回日本アカデミー賞最優秀音楽賞
- 美術：沖山真保
- 録音：北村峰晴
- 照明：木村誠作
- 編集：鈴木晄
- 音響効果：斉藤昌利
- アニマルトレーナー：宮忠臣
- 現像：IMAGICA
- ロケ協力：標茶町、別海町、稚内市、鹿追町、釧路市、釧路支庁、北海道旅客鉄道、環境庁・釧路湿原国立公園管理事務所　ほか
- 協力：合同酒精、アートコーポレーション、ニコン
- 協賛：奥村組、大成建設、伊藤忠商事、東京生命保険、雪印食品
- 製作：にっかつ撮影所、にっかつ、「仔鹿物語」映像文化機構（にっかつ、東京放送、IMAGICA、ゴルフ・プラザ、日本インベストメント・ファイナンス、寺田倉庫、芙蓉総合リース）
- 配給：東宝

## その他

### サウンドトラック
- 久石譲：『「仔鹿物語」サウンド・シアター・ライブラリー』(1991年3月21日、NECアベニュー) NACL-1022 ASIN: B00005MSQE
- 久石譲：『I am』
  - メインテーマ『Deer's Wind』が収録されている。

### 楽譜
- 久石譲：サウンドトラックベストコレクション ドレミ楽譜出版社 （2003年4月18日初版）

メインテーマDeer's Windのピアノアレンジ譜を収録。（タスマニア物語などと同時収録）

### 漫画
- 佐々木倫子：動物のお医者さん第五巻 白泉社 （1991年3月25日初版）

巻末書き下ろし「Making of 動物のお医者さん」にて撮影見学レポートあり